# Kongōchō-ji
Kongōchō-ji (金剛頂寺) est le 26e temple du pèlerinage de Shikoku. Il est situé sur la municipalité de Muroto, préfecture de Kōchi, au Japon.
On y accède depuis le temple 25, Shinshō-ji, après une marche d'environ 4 km au bord de la mer. Le temple est situé sur une colline, l'arrivée se fait par une montée essoufflante de 160 m.
Quand Kūkai est arrivé à cet endroit en 807 pour y fonder le temple, il y a rencontré un tengu avec qui il a eu un débat qu'il a remporté. Le tengu a été obligé de ne plus apparaître et a été exilé au cap Ashizuri. Les images du hall illustrent cet épisode.
En 2015, le Kongōchō-ji est désigné Japan Heritage avec les 87 autres temples du pèlerinage de Shikoku.